# Centralia (Pennsylvania)
Centralia is een plaats (borough) in de Amerikaanse staat Pennsylvania, en valt bestuurlijk gezien onder Columbia County. Sinds 1962 branden er kolenmijnen onder de stad. Vanwege de rook en het gevaar van aardverschuivingen werd de stad in 1984 geëvacueerd; het is nu een spookstad.

## Steenkoolbrand
Tot het begin van de jaren zestig van de twintigste eeuw was Centralia een plaats met 1600 inwoners waarvan de economie draaide op de steenkolenindustrie. De plaats ligt centraal in een gebied waar veel steenkool werd gewonnen.
In 1962 liep het verkeerd af toen tijdens een grootschalige vuilverbranding het vuur oversloeg naar een bovengrondse steenkoolader. Dit vuur is sindsdien blijven branden en zorgde ervoor dat de gehele plaats moest worden ontruimd, op een twintigtal inwoners na.
De steenkoolbrand zou gedoofd kunnen worden, maar daar zijn grootschalige graafwerkzaamheden voor nodig. Echter zijn er drie begraafplaatsen bij Centralia en wetgeving verplicht dat er voor de verplaatsing van elk graf toestemming dient gevraagd te worden aan de nabestaanden. Vanuit bestuurlijk oogpunt zou dit volgens de laatste burgemeester van Centralia, Lamar Mervine, te veel werk zijn geweest. Onder andere daarom is besloten het vuur te laten branden.

## Demografie
Bij de volkstelling in 2000 werd het aantal inwoners vastgesteld op 21. In 2006 is het aantal inwoners door het United States Census Bureau geschat op 20, een daling van 1 (-4,8%). In 2010 waren er nog 10 inwoners.  De schatting voor 2020 bedraagt 11 inwoners.

## Geografie
Volgens het United States Census Bureau beslaat de plaats een oppervlakte van 0,6 km², geheel bestaande uit land.

## Plaatsen in de nabije omgeving
De onderstaande figuur toont nabijgelegen plaatsen in een straal van 4 km rond Centralia.